# Agence Mafia
L’agence MAFIA est une agence de communication française fondée en 1968 par Maïmé Arnodin et Denise Fayolle,, et disparue en 1989. MAFIA est l’acronyme de « Maïmé Arnodin Fayolle International Associés », et qualifiée d'« association de malfaiteuses » par les deux fondatrices.
Il existe une autre société de même nom, créée en 1987.

## Histoire
L’agence MAFIA est fondée en 1968 par Maïmé Arnodin et Denise Fayolle, spécialisée en relations presse et publiques, et dans la création publicitaire. L'agence ne propose pas de simplement faire la promotion de produits, mais d'intervenir dans toutes ses étapes de commercialisation : production, distribution, image. Dès l’origine, l’Agence MAFIA engage des personnalités de l'art comme Roman Cieslewicz, ou Andrée Putman et a régulièrement collaboré avec des personnalités reconnues : photographes, designers, graphistes, illustrateurs et réalisateurs tels que Roland Topor, Jean-Michel Folon, Sarah Moon, Guy Bourdin ou Helmut Newton. L'agence obtient son premier contrat de publicité avec Dupont de Nemours.
En 1977, Pierre Bergé confie à l'agence la promotion du parfum Opium, puis les campagnes des produits de beauté de la marque Yves Saint Laurent.
En avril 1985, l’agence de publicité BDDP (Boulet Dru Dupuy Petit) rachète MAFIA à ses fondatrices. Le rapprochement des deux agences est un échec, une dissension entre deux cultures.  Maïmé Arnodin et Denis Fayolle quittent l'agence après avoir nommé Marie Chauveau à sa tête.
En 1993, MAFIA redevient indépendante après le rachat à BDDP par Marie Chauveau, Anita Caudron, Nathalie Martinetti et Christine Mue.